# Сталин (фильм)
«Ста́лин» (англ. Stalin) — телефильм, снятый Иваном Пассером в 1992 году для телеканала HBO, Робертом Дювалем в заглавной роли. Фильм получил три премии «Золотой глобус» среди различных наград, включая кинематографические премии для Вилмоша Жигмонда, а также лучшую мужскую роль для Роберта Дюваля. Съёмки проходили в Будапеште (Венгрия) и Москве (Россия), где в течение нескольких недель, предшествовавших распаду Советского Союза, был обеспечен чрезвычайный доступ к зданиям Кремля.

## Сюжет
Фильм изображает политическую карьеру и личную жизнь бывшего лидера Советского Союза, уроженца Грузии Иосифа Джугашвили, который позже принял имя Иосифа Сталина, демонстрируя своё правление и то, как он смог вывести Советский Союз на место великой державы на мировой арене, но с последствиями: в данном случае разрушением его семьи, а также массовым убийством миллионов его сограждан, включая и революционных партнёров и, в конечном счёте, его коррупционными актами в Коммунистической партии. Основное внимание уделяется поведению Сталина и его последствиям. Эта история рассказана дочерью Сталина Светланой, которая уехала в США в 1967 году.

## Фон

### Начало
Идея фильма о Сталине возникла после показа телевизионного фильма «Инферно», выпущенного компанией Carliner, на канале Рамп 7. Трансляция на ABC была случайно замечена официальной российской делегацией во время пребывания в США. Будучи увлечена антиядерной тематикой, она пригласила Carliner на несколько семинаров и демонстраций в Россию. В конце концов, пока он посещал страну, фильм транслировался по российскому телевидению и был благосклонно снят. Это позволило Carliner впоследствии получить разрешения на съёмку оригинальных залов. Когда-то Carliner изучал русскую историю в Принстонском университете, поэтому была близка идея снять фильм о Сталине. Только председатель кабельного телеканала HBO Майкл Лис согласился взять проект на себя. Он сам много лет играл с мыслью о реализации сталинского фильма. Затем потребовалось ещё два года и помощь российских чиновников, которые занимались сталинским временем и предоставляли доступ к архивам и историческим записям. В июле 1991 года проект был представлен как «первый честный, глубоко личный рассказ о противоречивом диктаторе-крестном отце Советского Союза». Carliner подчеркнул, что это будет не только историческая биография, но и гангстерский фильм.
Хотя, по словам Carliner, Аль Пачино проявил интерес к главной роли, за роль Сталина был взят Роберт Дюваль. Сам Дюваль также не был первым выбором, поскольку по своей конституции он был похож на Ленина.

### Макияж
Для того, чтобы сопоставить Роберта со Сталиным, был нанят специалист по макияжу и лауреат премии «Оскар» Стефан Дюпюис.

## Награды
«Сталин» номинировался на премию «Золотой глобус» в 1993 году как «Лучший мини-сериал или фильм для TV». Актёры фильма получили премии в номинациях: «Лучший актёр мини-сериала или фильма для TV» — Роберт Дюваль, «Лучший актёр второго плана сериала, мини-сериала или фильма для TV» — Максимилиан Шелл, «Лучшая актриса второго плана сериала, мини-сериала или фильма для TV» — Джоан Плаурайт. Также фильм номинировался и выиграл другие премии, в том числе «Эмми».

## В ролях
- Роберт Дюваль — Иосиф Сталин
- Максимилиан Шелл — Владимир Ленин
- Джулия Ормонд — Надежда Аллилуева
- Рошан Сет — Лаврентий Берия
- Джон Боуи — Климент Ворошилов
- Мюррей Эван — Никита Хрущёв
- Клайв Меррисон — Вячеслав Молотов
- Леван Учанейшвили — Лазарь Каганович
- Евгений Лазарев — Андрей Вышинский
- Дэниел Мэсси — Лев Троцкий
- Йерун Краббе — Николай Бухарин
- Андраш Балинт — Григорий Зиновьев
- Эмиль Волк — Лев Каменев
- Колин Дживонс — Генрих Ягода
- Матьяш Устич — Николай Ежов
- Мириам Маргулис — Надежда Крупская
- Кевин Макнелли — Сергей Киров
- Джоан Плаурайт — Ольга Аллилуева
- Фрэнк Финлей — Сергей Аллилуев
- Джим Картер — Серго Орджоникидзе
- Равиль Исянов — Яков Джугашвили
- Станислав Стрелков — Василий Сталин
- Лайза Орголини — Анна Ларина
- Джоанна Рот — Светлана Аллилуева
- Олег Табаков — доктор Виноградов
- Всеволод Ларионов — доктор Лукомский
- Александр Феклистов — Леонид Николаев
- Наталья Кислицына — Наталья Седова
- Елена Серопова — Нина Берия